# Pedro Javier Ariche Axpe
Pedro Javier Ariche Axpe (Lleida, 14 de maig de 1961) més conegut com a Pedro Ariche, és un fiscal, jurista i professor universitari especialitzat en delinqüència econòmica i patrimonial. Sempre ha ocupat càrrecs a la fiscalia de Barcelona i, el maig de 2018, va ser nomenat tinent fiscal de la Fiscalia Superior de Catalunya.
És professor associat del departament de dret penal i criminologia de la Facultat de Dret de la Universitat de Barcelona i ha impartit classes de dret penal econòmic a la Universitat Abad Oliba i a ESADE.
Pedro Ariche també té l'Orde de la Creu de Sant Ramon de Penyafort per l'activitat realitzada com a membre del Consell Fiscal i la medalla al mèrit policial amb distintiu blanc per les actuacions relacionades amb el referèndum sobre la independència de Catalunya de l'1 d'octubre de 2017.

## Trajectòria
L'any 1984, Pedro Ariche es va llicenciar en dret a la Universitat de Barcelona. El febrer de 1990 va ser nomenat advocat fiscal i va ascendir a fiscal l'abril de 1996. Va exercir als jutjats de Santa Coloma de Gramenet i Barcelona, abans d'entrar al servei especial de delinqüència econòmica el 2009.
El juny de 2009, Pedro Ariche, juntament amb Francisco Bañeres, van ser els primers fiscals encarregats de l'escàndol de corrupció conegut com a Cas Palau. Ariche també va exercir de portaveu del cas.
El desembre de 2009, Ariche va ser elegit membre de l'anomenat Consell Fiscal, l'òrgan consultiu de la Fiscalia General de l'Estat que elabora els criteris generals del ministeri públic. Ariche formava part de la candidatura de l'Associació de Fiscals que va obtenir sis vocals mentre que la Unió Progressita de Fiscals només n'obtenia tres.
El febrer de 2011, Ariche i Bañeres van ser substituïts pel fiscal anticorrupció de Barcelona, Emilio Sanchez Ulled, qui va assumir la representació de la fiscalia en les diligències d'instrucció del cas Palau.
L'any 2013, amb el nomenament del fiscal Bañeres com a tinent fiscal de la Fiscalia Superior de Catalunya, Pedro Ariche es va convertir en el fiscal degà del servei de delinqüència econòmica de la fiscalia de Barcelona. Com a especialista en delictes econòmics, Ariche va investigar altres casos mediàtics com ara el cas Método 3 per possible espionatge al Futbol Club Barcelona, el cas Neymar o el cas contra exdirigents d'Unió Democràtica de Catalunya per haver-se beneficiat de la Fundació Catalunya i Territori.
Com a coordinador dels fiscals de delictes econòmics de Barcelona, Pedro Ariche s'ha encarregat de supervisar altres investigacions destacades com serien els casos de frau fiscal del futbolista Leo Messi, la cantant Montserrat Caballé, l'escriptor Ildefonso Falcones i diversos empresaris.

## Controvèrsies
L'octubre de 2009, en un acte sense procedents, Pedro Ariche i la cúpula de la fiscalia de Catalunya van comparèixer en roda de premsa per denunciar i rebatre punt per punt els arguments del jutge Juli Solaz per haver deixat en llibertat als principals acusats del cas Palau: Fèlix Millet i Jordi Montull. La fiscalia considerava que la llei permetia acordar la presó incondicional i que no calia reformar-la, en contra de 'opinió del jutge'. Aquest acte insòlit de la fiscalia va causar un gran impacte en l'àmbit de la justícia i, de retruc, va provocar una forta polèmica al si de la magistratura entre els defensors i els detractors del jutge Solaz.
L'abril de 2015, Ariche va ser el representant de la fiscalia en les negociacions amb l'AdvocacIa de l'Estat, la Generalitat i l'advocat Emili Cuatrecasas del bufet d'advocats Cuatrecasas, per arribar a un pacte de conformitat pel qual l'acusat, Emili Cuatrecasas, va acceptar una condemna de dos anys de presó i una multa d'1,5 milions d'euros per vuit delictes fiscals. Ariche va redactar l'escrit de conformitat i va tenir en compte, com a atenuant molt qualificada, que l'empresari regularitzés la seva situació tributària pagant quotes pendents a Hisenda per valor de més de quatre milions d'euros.
El maig de 2018, en el seu discurs de presa de possessió del càrrec de tinent fiscal de la fiscalia superior de Catalunya, va instar els Mossos d'Esquadra a evitar l'ocupació d'espais públics amb llaços grocs que, segons Ariche, són símbols que no tenen res a veure amb la llibertat d'expressió. També va demanar que les institucions catalanes no estiguessin «segrestades» per la ideologia i va assegurar que el ministeri públic només reprendria la relació amb el Parlament i la Generalitat si actuaven dins de la legalitat.
L'agost de 2018, Pedro Ariche, en funcions de fiscal superior i a petició de Societat Civil Catalana (SCC), va requerir del comissari en cap dels Mossos d'Esquadra que obrís una investigació i expliqués «los concretos motivos por los que se identificó a diversos ciudadanos por retirar lazos amarillos» i que expliqués els criteris que segueixen els Mossos davant les «eventuales actuaciones de retirada de simbología partidista o reivindicativa de la vía pública por parte de particulares».
El setembre de 2018, Pedro Ariche va ser inclòs pel ministre de l'interior espanyol, Fernando Grande-Marlaska, a la llista anual de medalles al mèrit policial amb distintiu blanc, per a persones alienes a la policia, per la seva brillant gestió relacionada amb el denominat procés d'independència de Catalunya. Altres fonts ho atribueixen a la seva persecució dels llaços grocs en l'espai públic.
El març de 2019, el pacte de conformitat amb Emili Cuatrecasas va tornar a ser notícia quan es va saber que l'exvicepresidenta del govern espanyol, Soraya Sáenz de Santamaría, que era la responsable de l'advocacia de l'estat quan es va negociar el pacte, havia estat contractatda pel bufet d'advocats Cuatrecasas.